# Cinderella (1950)
Cinderella (Alternativtitel: Aschenputtel) ist der zwölfte abendfüllende Zeichentrickfilm der Walt-Disney-Studios und erschien im Jahr 1950. Er bezieht sich auf die Märchenfigur Cendrillon von Charles Perrault. 1951 wurde der Film für den Oscar in den Kategorien Bester Song, Beste Musik und Bester Tonschnitt nominiert. In den USA kam der Märchenfilm am 15. Februar 1950 in die Kinos, deutscher Kinostart war der 21. Dezember 1951.

## Handlung
Cinderella lebt als Waise bei ihrer Stiefmutter und deren arbeitsscheuen Töchtern Anastasia und Drizella. Ihre Stiefmutter kann sich nicht damit abfinden, dass ihre eigenen Töchter nicht so hübsch wie Cinderella sind. Sie demütigen sie und drücken ihr unangemessen viel Arbeit auf. Doch eines lässt sie sich nicht nehmen, das Träumen. Sie singt und tanzt trotz ihres Schicksals mit ihren Freunden, den Tieren. Dazu zählen vor allem die zwei kleinen Mäuse Jaques und Karli.
Eines Tages kommt ein Brief aus dem Schloss des Königs, es wird zum Ball geladen. Der König ist auf der Suche nach einer Frau für seinen Sohn, den Prinzen, und jedes heiratsfähige Mädchen habe zu erscheinen. Cinderella möchte ebenfalls auf den Ball, doch ihre Stiefmutter versucht genau das zu verhindern. Sie gibt Cinderella so viel Arbeit, dass sie kaum noch die Möglichkeit hat, ein Kleid für den Ball zu nähen. Doch ihre Freunde, die Mäuse und Vögel, sind sofort zur Stelle und helfen Cinderella. Als ihre Stiefschwestern sie schließlich in dem wunderschönen Kleid sehen, sind sie neidisch und reißen es in Fetzen. Cinderella ist unendlich traurig, doch eine gute alte Fee kommt ihr zur Hilfe und zaubert ihr nicht nur ein neues Kleid herbei, sondern auch eine Kutsche, um rechtzeitig zum Ball erscheinen zu können. Der Zauber besteht jedoch nur bis Mitternacht. Cinderella tanzt auf dem Ball mit dem Prinzen, und als die Kirchturmuhr zwölf schlägt, kann sie gerade noch fliehen, verliert dabei aber einen ihrer gläsernen Schuhe.
Der Prinz möchte Cinderella wiedersehen und sogar heiraten, also muss jedes Mädchen im Königreich den Schuh anprobieren. Derjenigen, der der Schuh passt, wird der Prinz sein Jawort geben. Cinderella verriet sich, indem sie in Anwesenheit von ihren Stiefschwestern und der Stiefmutter verträumt das Lied sang, das sie zuvor beim Tanz mit dem Prinzen sang, was die Stiefmutter im Schloss beobachtete. Dieser wurde eindeutig klar, dass Cinderella das Mädchen war, das mit dem Prinzen tanzte, daraufhin sperrt die Stiefmutter sie ein, bis die zwei Mäuse Karli und Jaques den Schlüssel holen und Cinderella befreien. Sie möchte den Schuh rasch anprobieren, doch er zerbricht, als die Stiefmutter dem Diener des Prinzen ein Bein stellt, sodass er mit dem Schuh zu Boden stürzt. Cinderella zückt den anderen Schuh aus ihrer Tasche, der selbstverständlich passt, und so darf sie mit auf das Schloss. Dort heiratet sie den Prinzen.

## Synchronisation
Der Vorspann ist im englischen Original mit Chorstimmen versehen, was anfangs auch im deutschen Sprachraum erfolgte. Ebenso begann das Intro, das in der deutschen Originalversion von 1951 von Erika Goerner, die außerdem die Rolle der Drizella übernahm, eingesprochen wurde, mit einer Einleitung im typischen "Es war einmal"-Stil.
Für die Wiederaufführung 1980 unter dem Titel "Aschenputtel" entstand eine neue Einleitung, für die Joachim Pukaß engagiert wurde. In diesem neuen Intro wird in erster Linie erklärt, dass der englische Name von „Aschenputtel“ Cinderella ist und sie im Film aus diesem Grund auch so genannt wird. Ebenso wurden die Chorgesänge im Vorspann und am Ende des Films entfernt. Die restlichen Stimmen blieben aber erhalten. Cinderella ist somit der älteste Disney-Film, dessen erste deutsche Synchronisation (teilweise) heute noch offiziell veröffentlicht wird.
Als der Film im Jahre 1987 ein letztes Mal unter dem Titel "Cinderella" aufgeführt wurde, war wieder das originale Intro mit Erika Goerner sowie die Chorgesänge im Vorspann zu hören. Der Gesang am Ende verblieb aber, wie bereits 1980, rein orchestral.
Alle späteren Veröffentlichungen, darunter die bis dato letzte Kinoauswertung im Jahr 1991 sowie alle Veröffentlichungen auf Heimmedien, griffen wieder auf die Fassung von 1980 zurück.
Die Synchronisation erfolgte bei der Synchron-Abteilung der RKO in Berlin. Christine Lembach schrieb das Dialogbuch, Reinhard W. Noack führte die Dialogregie.
| Rolle                   | Originalsprecher      | Deutscher Sprecher  |
| Cinderella              | Ilene Woods           | Eva-Ingeborg Scholz |
| Stiefmutter             | Eleanor Audley        | Friedel Schuster    |
| Drizella                | Rhoda Williams        | Erika Görner        |
| Anastasia               | Lucille Bliss         | Alexa von Porembsky |
| König                   | Luis van Rooten       | Eduard Wandrey      |
| Großherzog              | Luis van Rooten       | Karl Meixner        |
| Prinz Charming          | William Edward Phipps | Ottokar Runze       |
| Prinz Charming (Gesang) | Mike Douglas          | Ottokar Runze       |
| Gute Fee                | Verna Felton          | Anneliese Würtz     |
| Jaques                  | James MacDonald       | Walter Bluhm        |
| Karli                   | James MacDonald       | Erwin Biegel        |
| Bruno, der Hund         | James MacDonald       | James MacDonald     |
| Luzifer, der Kater      | June Foray            | June Foray          |

## Hintergrund
Cinderella hatte eine lange Studio-Geschichte; manche Drehbücher stammten sogar aus den Dreißiger-Jahren. Erst 1948 beschloss man aber endgültig, Cinderella zu drehen. Dies war eine Zeit, zu der man nicht wusste, ob das Studio finanziell überleben würde. Der letzte große Erfolg, Schneewittchen und die sieben Zwerge (1937), lag immerhin über zehn Jahre zurück. Die Filme dazwischen, beispielsweise Pinocchio und Fantasia, hatten größtenteils Verluste beschert. Nach Bambi (1942) produzierten die Disney Studios vorerst keine weiteren abendfüllenden Filme. Stattdessen widmete man sich Übungsfilmen für den Staat und südamerikanischen Filmen (Drei Caballeros im Sambafieber (Saludos Amigos), Drei Caballeros). Anschließend stellte man kurze Cartoons zu abendfüllenden Programmen zusammen (Make Mine Music, Musik, Tanz und Rhythmus). Die Filme spielten die Kosten wieder ein, doch sie wurden keine großen Hits wie die Vorgänger-Spielfilme. Schließlich wurde von Walt Disney beschlossen, eine Geschichte mit einem „Mädchen in Not“ zu verfilmen. Warum ausgerechnet Cinderella ausgewählt wurde, dürfte auch damit zu begründen sein, dass Disney schon 1922 einen Cartoon zu der Geschichte gezeichnet hatte.
Cinderella ist vor allem durch das Farb- und Konzeptdesign von Mary Blair und die Mitwirkung von Disney’s Nine Old Men („Neun alten Männern“) bekannt. Zu dieser Crew gehörten unter anderem Eric Larson und Marc Davis, die hierbei die Hauptfigur entwarfen (für die Helene Stanley Modell stand bzw. Vorlage war) und entwickelten, Frank Thomas (Böse Stiefmutter), Ollie Johnston (Stiefschwestern), Wolfgang Reitherman (Herzog und König), Milt Kahl (Prinz, Gute Fee) und Ward Kimball (Mäuse und Katze). Diese Zeichner waren schon bei Schneewittchen dabei und hatten im Laufe der Jahre viel zum spezifischen „Disney-Stil“ beigetragen. Insgesamt benötigte die Produktion eine Million Zeichnungen, an denen 300 Zeichner beteiligt waren. Die Chemiker des Disney-Labors verbrachten mehrere Monate mit der Austarierung der Farben, um die Charaktere und Szenen möglichst realgetreu darzustellen. Aus finanziellen Gründen konnte man nicht allzu viel Geld für die Produktion des Filmes ausgeben. Man filmte daher die gesamte Geschichte mit echten Schauspielern, vergrößerte diese Aufnahmen dann auf Zeichenpapier-Größe, legte das Zeichenpapier darüber und malte anschließend darauf.
Der Film kostete etwa 2,9 Mio. US-Dollar. Die Produktion, einschließlich Film-Dreharbeiten, dauerte etwa zwei Jahre. Der Zeichentrick schlussendlich dauerte etwa ein halbes Jahr.

## Filmmusik
Walt Disney beauftragte für die Musik in Cinderella den Musikverlag “Tin Pan Alley”, der seinen Hauptsitz in New York City hatte. Die Komponisten und Texter waren Mack David, Al Hoffman und Jerry Livingston. Sie komponierten unter anderem A Dream Is A Wish Your Heart Makes („Ich hab ihn im Traum gesehen“), Bibbidi-Bobbidi-Boo und So This Is Love („Das ist das Glück“). Die Musik in Cinderella war insofern eine Wende, als die Lieder für vorige Spielfilme nie für den potentiellen Markt, sondern ausschließlich für den Film geschrieben worden waren. Dennoch wurden beispielsweise Whistle While You Work („Wer bei der Arbeit pfeift“) aus Schneewittchen oder When You Wish upon a Star („Wenn ein Stern“) aus Pinocchio Hits und demnach auch auf Platten veröffentlicht. Letzteres erhielt sogar einen Academy Award. Für Cinderella gründete die Walt Disney Company einen eigenen Musikverlag (Walt Disney Music Company), da man in allen Liedern Hit-Potenzial entdeckte und sie selbst vermarkten wollte. Das Album stellte sich als Bestseller heraus (750.000 verkaufte Exemplare), das vier gesungene Songs enthielt: "A Dream Is a Wish Your Heart Makes", "The Cinderella Work Song", "Bibbidi-Bobbidi-Boo (The Magic Song) / So This Is Love" und "A Dream Is A Wish Your Heart Makes". Der Film wurde sogar in den Kategorien „Bester Song“ und „Beste Filmmusik“ für den Oscar nominiert.
Lieder
- „Cinderella“ – unbekannter Chor; später herausgeschnitten
- „Ich hab ihn im Traum gesehen“ – Cinderella (Eva-Ingeborg Scholz)
- „Sing, sing, Nachtigall“ – Drizella, Cinderella (Erika Görner, Eva-Ingeborg Scholz)
- „Der Arbeits-Song“ – Die Mäuse (Walter Bluhm, Erwin Biegel u. a.)
- „Bibbidi-Bobbidi-Boo“ – Die gute Fee (Anneliese Würtz und Chor)
- „Das ist das Glück“ – Cinderella, Der Prinz (Eva-Ingeborg Scholz, Ottokar Runze)
- „Das ist das Glück (Reprise)“ – Cinderella
- „Ich hab ihn im Traum gesehen (Reprise)“ – unbekannter Chor, später herausgeschnitten

## Besonderheiten
- Walt Disney versucht sich bei der Figur der Cinderella sehr nah am beliebten Schneewittchen zu orientieren, wahrscheinlich auch aufgrund des großen Erfolges dieses Films.
- Mit dem Prinzen, Cinderella und ihrer Stiefmutter gibt es nur drei Figuren, die sehr menschenähnlich sind. Die restlichen Figuren sind sehr übertrieben und im Stil althergebrachter Cartoons dargestellt. Sehr wichtig war auch, dass Cinderella nicht nur schön, sondern auch menschlich ist, sodass sie zu einer tragenden Identifikationsfigur wird.
- Im deutschen Free-TV wurde der Film erstmals am 18. April 2014 (Karfreitag), nach fast 63 Jahren, auf RTL gezeigt.

## Auszeichnungen
- 1950 – Spezialpreis der Filmfestspiele von Venedig
- 1951 – Goldener Bär und Publikumspreis der Berlinale 1951 für den besten Musikfilm
- Die Filmbewertungsstelle Wiesbaden verlieh der Produktion das Prädikat wertvoll.
- 2018 – Aufnahme in das National Film Registry

## Kritiken
„Ein Märchen aus Musik, Farbe und Dichter-Phantasie. Besonders für jüngere Mädchen sehenswert.“

## Fortsetzungen
- 2006 wurde Cinderella 2 – Träume werden wahr in Deutschland auf DVD veröffentlicht.
- 2007 folgte Cinderella – Wahre Liebe siegt.
- 2015 kam von Disney eine Realverfilmung der Geschichte in die Kinos. Regie führte Kenneth Branagh nach einem Drehbuch von Chris Weitz und Aline Brosh McKenna. Mitwirkende Schauspieler sind Lily James, Richard Madden, Cate Blanchett, Helena Bonham Carter, Holliday Grainger, Sophie McShera, Stellan Skarsgård, Derek Jacobi, Hayley Atwell, und Ben Chaplin.